# Пинця
Пинця (також паґача, сирниця або пинзя) — традиційний великодній солодкий рулет з Далмації, Істрії та Которської затоки. Він також популярний у регіоні Горішка Словенії, Словенському Приморському регіоні, західній Хорватії, а також у частині провінції Трієст та Гориція Італії.

## Опис
Це солодкий хлібний коровай із знаком хреста, який вирізають ножем перед випіканням, на верхній стороні.

## Використання

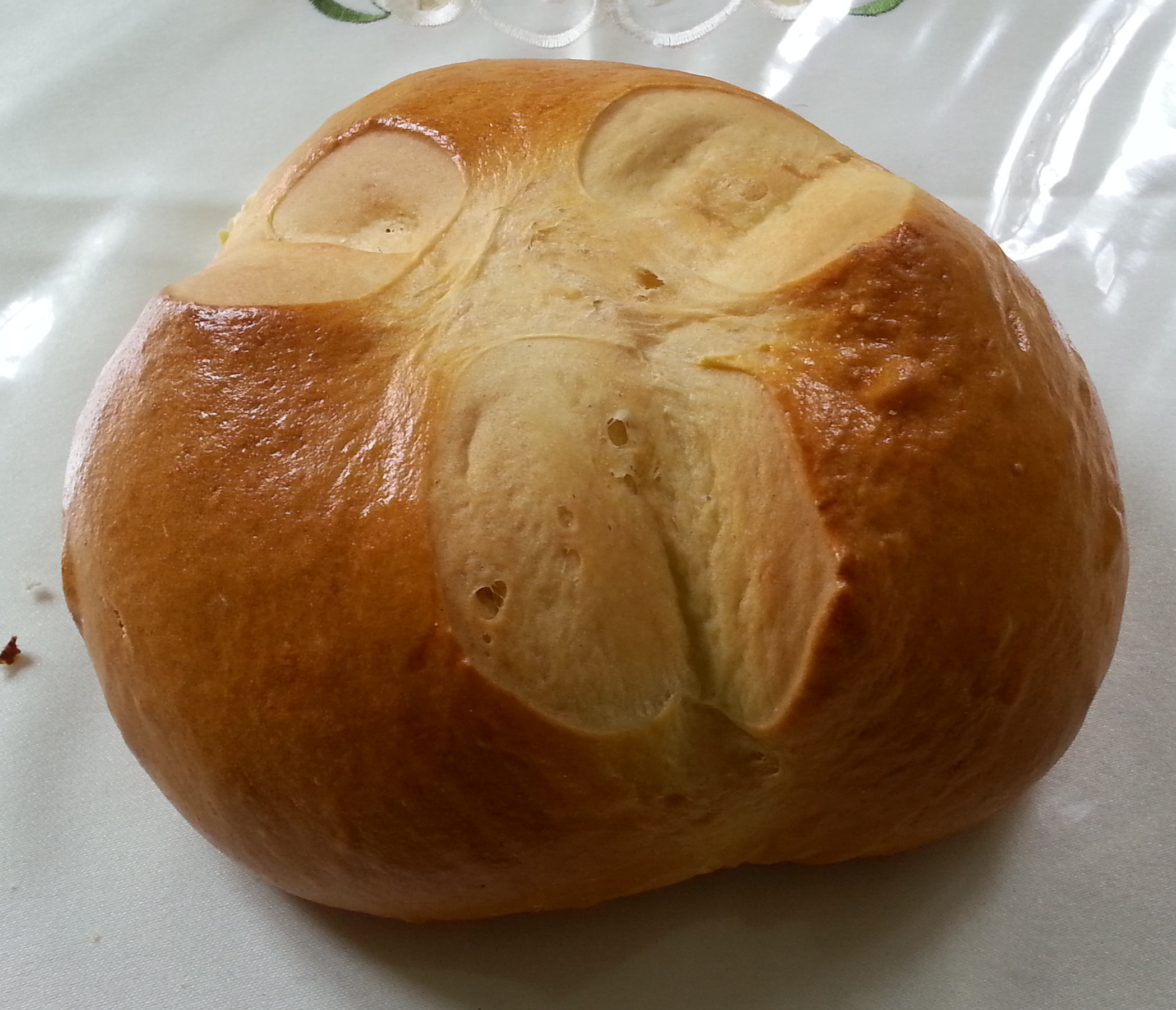
Великодня паґача

Пинзю їдять на святкування кінця Великого посту, оскільки вона містить багато яєць. Разом з писанками пінка залишається центральним елементом сімейного великоднього сніданку в районах, де її їдять. У міських районах це все частіше єдиний предмет, який беруть на пасхальну месу для благословення, і його часто дарують гостям як символ добрих побажань.